# Guildford Kings
La Guildford Kings è stata una società di pallacanestro della città di Guildford, militante sia nella British Basketball League che nella National Basketball League.

## Storia
I Guildford Kings erano una franchigia del basket britannico, una delle più vincenti del British Basketball League (BBL) durante i primi anni '90. Cessarono l'attività sportiva e societaria verso la fine della stagione 1993-94.
Le origini della franchigia risalgono alla nascita della squadra del London YMCA Metros che è entrato nella National Basketball League nel 1973. La squadra partecipò a diverse stagioni dell'allora massima lega inglese per tutti gli anni '70 quando il proprietario Malcolm Chamberlain decide di trasferire la squadra a Kingston e rinominarla Kingston Kings. Con questa denominazione partecipò al primo campionato della BBL-Carlsberg, finendo al secondo nella stagione inaugurale 1987-88.
Nel 1988 la franchigia venne acquistata dalla squadra scozzese dei Rangers del presidente David Murray, e venne rinominata Glasgow Rangers vincendo il campionato nel 1988-89; il periodo scozzese si concluse quell'anno e la società si trasferì nuovamente a Kingston, dove il franchigia riuscì dal 1989 al 1992 a vincere altri tre titoli nazionali consecutivi.
Nel 1992 la squadra si spostò nuovamente, questa volta a Guildford, per diventare Guildford Kings. I Kings gareggiarono per altri due anni nella Lega di pallacanestro britannica fino al 1994, quando la franchigia a causa di difficoltà finanziarie dovette interrompere le attività.
Il basket professionale tornatò a Guildford nel 2005 con la creazione di Guildford Heat, nel 2012 rinominati Surrey Heat.